# تپه باستانی قلعه
تپه باستانی قلعه مربوط به دوره اشکانیان - دوره ساسانیان است و در شهرستان میانه، بخش کندوان، دهستان تیرچای، ۱ کیلومتری غرب روستای آونلیق واقع شده و این اثر در تاریخ ۲۷ اسفند ۱۳۸۶ با شمارهٔ ثبت ۲۲۲۷۳ به‌عنوان یکی از آثار ملی ایران به ثبت رسیده است.